# Everipedia
Everipedia är ett webbaserat uppslagsverk på engelska. Det drivs av det kommersiella amerikanska företaget Everipedia, Inc., som grundades i december 2014 och har sitt säte i Westwood i Kalifornien. En av grundarna är Theodor Forselius, som också är vd i företaget.
Everipedia bygger liksom Wikipedia på bidrag från frivilliga redaktörer.
Everipedia skiljer sig från andra webbaserade uppslagsverk som Wikipedia och Encyclopædia Britannica bland annat genom att inte ha ett notabilitetskriterium för artiklar. Det syftar därmed till ett vidare innehåll än Wikipedia.
En av Wikipedias grundare, Larry Sanger, blev 2017 informationschef.

## Blockkedjeteknik
Everipedia har infört blockkedjeteknik enligt planer på att göra detta 2018 . Detta skulle medge att redaktörer ges ett finansiellt incitament att bidra till uppslagsverket. Bidragsgivare skulle belönas med tokens för "godkända" artikelbidrag, vilka tjänar som virtuella andelar i Everipedia-plattformen.